# 登記欣也
登記 欣也（とうき きんや、1952年2月12日 - ）は、愛媛県宇和島市出身の元プロ野球選手（投手）。

## 来歴・人物
愛媛・帝京五高では、エースとして1968年秋季四国大会決勝に進出するが、徳島商業高の松村憲章らに抑えられ完封負け、準優勝にとどまる。1969年春の選抜に出場。1回戦で釧路一高に完封負けを喫した。
高校卒業後は、社会人野球の神戸製鋼に入社。1973年のプロ野球ドラフト会議で太平洋クラブライオンズから7位指名を受けたが入団を拒否した。
1976年の日本選手権では1回戦で新日本製鐵室蘭を完封、2回戦で東京ガスの松沼博久と投げ合うが、延長14回サヨナラ負け。
1977年の都市対抗野球に出場、増岡義教（三菱重工神戸から補強）との二本柱で勝ち進む。準決勝で日本鉱業佐賀関に完封勝利、決勝は増岡が熊谷組を完封しチームは初優勝を飾る。同年の第3回インターコンチネンタルカップ日本代表となった。同年の日本選手権では3勝をあげチームの準決勝進出に貢献。
1978年の都市対抗野球では、1回戦第1試合で大昭和製紙北海道に0-1で惜敗。同年の第25回アマチュア野球世界選手権日本代表にも選出された。同年の日本選手権では、準々決勝でまたも東京ガスの松沼博久と投げ合うが0-1で惜敗。
1978年のプロ野球ドラフト会議で近鉄バファローズから1位指名を受け、27歳でプロ入りした。
1981年には二軍で最優秀防御率のタイトルを獲得しているが、一軍登板はルーキーイヤーの1979年の1試合のみにとどまり、1982年オフに現役引退。

## 詳細情報

### 年度別投手成績
| 年 度     | 球 団     | 登 板 | 先 発 | 完 投 | 完 封 | 無 四 球 | 勝 利 | 敗 戦 | セ 丨 ブ | ホ 丨 ル ド | 勝 率 | 打 者 | 投 球 回 | 被 安 打 | 被 本 塁 打 | 与 四 球 | 敬 遠 | 与 死 球 | 奪 三 振 | 暴 投 | ボ 丨 ク | 失 点 | 自 責 点 | 防 御 率 | W H I P |
| --------- | --------- | ----- | ----- | ----- | ----- | -------- | ----- | ----- | -------- | ----------- | ----- | ----- | -------- | -------- | ----------- | -------- | ----- | -------- | -------- | ----- | -------- | ----- | -------- | -------- | ------- |
| 1979      | 近鉄      | 1     | 0     | 0     | 0     | 0        | 0     | 0     | 0        | --          | ----  | 7     | 1.0      | 4        | 1           | 0        | 0     | 0        | 1        | 0     | 0        | 3     | 3        | 27.00    | 4.00    |
| 通算：1年 | 通算：1年 | 1     | 0     | 0     | 0     | 0        | 0     | 0     | 0        | --          | ----  | 7     | 1.0      | 4        | 1           | 0        | 0     | 0        | 1        | 0     | 0        | 3     | 3        | 27.00    | 4.00    |

### 記録
- 初登板：1979年6月12日、対阪急ブレーブス前期10回戦（西京極球場）、8回裏に4番手で救援登板・完了、1回3失点

### 背番号
- 13 （1979年 - 1980年）
- 32 （1981年 - 1982年）